# 国府町川原田
国府町川原田（こくふちょうかわはらだ）は、徳島県徳島市の町名。南井上地区に属している。郵便番号は779-3113。

## 地理
徳島市の北西部に位置。北は飯尾川を挟んで国府町芝原・国府町西黒田・国府町東黒田、東は国府町西高輪、南は国府町日開と接する。飯尾川の右岸にあり、高燥な自然堤防上に集落が立地。標高5.0〜6.5m。

### 河川
- 飯尾川
- 西大堀川
- 東大堀川

## 歴史
明治43年から大正3年、藍畑を耕地整理して水田化した。市街化調整区域に属するため住宅地化は進んでいない。
1967年（昭和42年）に名東郡国府町が徳島市に編入し、現在の町名となった。

## 世帯数と人口
2022年（令和4年）9月1日現在の世帯数と人口は以下の通りである。
| 町丁         | 世帯数 | 人口  |
| ------------ | ------ | ----- |
| 国府町川原田 | 94世帯 | 219人 |

## 小・中学校の学区
市立小・中学校に通う場合、学区は以下の通りとなる。
| 番地 | 小学校               | 中学校             |
| ---- | -------------------- | ------------------ |
| 全域 | 徳島市立南井上小学校 | 徳島市立国府中学校 |

## 交通

### 道路
都道府県道
- 徳島県道29号徳島環状線
- 徳島県道206号西黒田中村線

## 施設
- 良音寺